# رولز-رویس فانتوم ۸
رولز-رویس فانتوم ۸ (به انگلیسی: Rolls-Royce Phantom VIII) یک خودروی سدان لوکس است که توسط شرکت رولزرویس از سال ۲۰۱۷ تولید می‌شود. این خودرو هشتمین نسل از سری خودرو رولز-رویس فانتوم و دومین خودرو رولزرویس فانتوم تحت مالکیت ب‌ام‌و است. این خودرو در دو نسخه فاصله بین دو محور عرضه می‌شود.